# Aquis orbicularis
Aquis orbicularis är en fjärilsart som beskrevs av Walker 1858. Aquis orbicularis ingår i släktet Aquis och familjen trågspinnare. Inga underarter finns listade i Catalogue of Life.